# Wielkie Steblewicze
Wielkie Steblewicze (biał. Вялікія Сцяблевічы; ros. Большие Стеблевичи) – wieś na Białorusi, w obwodzie homelskim, w rejonie żytkowickim, w sielsowiecie Lenin.

## Historia
Dawniej własność Radziwiłłów, a następnie Wittgensteinów.
W dwudziestoleciu międzywojennym leżały w Polsce, w województwie poleskim, w powiecie łuninieckim, w gminie Lenin (Sosnkowicze). W 1921 miejscowość liczyła 215 mieszkańców, zamieszkałych w 37 budynkach, wyłącznie Białorusinów. 214 mieszkańców było wyznania prawosławnego i 1 rzymskokatolickiego.
Po II wojnie światowej w granicach Związku Sowieckiego. Od 1991 w niepodległej Białorusi.